# Chrysolina kabaki
Chrysolina kabaki es un coleóptero de la familia Chrysomelidae.
Fue descrita científicamente en 1988 por Lopatin.